# Хентиг, Вернер Отто фон
Вернер Отто фон Хентиг (нем. Werner Otto von Hentig, 22 мая 1886, Берлин, Германская империя — 8 августа 1984, Линдеснес, Норвегия) — немецкий дипломат, разведчик.

## Биография
Сын крупного правительственного чиновника. Посещал гимназию Иоахимстале. Изучал юриспруденцию и политологию в Гренобле, Кёнигсберге, Берлине и Бонне. Кандидат наук. С 1909 года на дипломатической службе. В 1911—1914 годах атташе в Пекине, Константинополе и Тегеране. Участник Первой мировой войны на Восточном фронте, воевал в районе Мазурских озёр. В 1915—1917 годах — советник германского посольства в Афганистане. Подстрекал к восстанию против англичан пуштунские племена, жившие на границе с Индией. Призывал афганского шаха присоединиться к джихаду, объявленному османским султаном странам Антанты, подкрепляя свой призыв поставками оружия и значительными денежными суммами. Миссия Хентига и его коллеги Оскара фон Нидермайера, однако, не увенчалась успехом — Афганистан сохранил нейтралитет. Вернулся в Германию через Китай и был назначен пресс-атташе германского посольства в Константинополе.
После окончания войны сотрудничал в Нансеновском фонде, занимался эвакуацией немецких военнопленных из Сибири. С 1921 года временный поверенный в делах в Эстонии и Болгарии. С 1924 года генеральный консул в Позене. В 1930-е годы был немецким генеральном консулом в Сан-Франциско и Боготе, где на него в 1935 году было совершено покушение.
В 1937—1939 годах возглавлял Политический отдел VII по делам Среднего Востока МИДа Германии, но, будучи дипломатом «старой школы», принадлежал к оппозиции нацистской политики, активно поддерживал соглашение Хаавара и стремился спасти немецких евреев от притесняющего их режима.
В качестве представителя Министерства иностранных дел находился при командовании 11-й армии Э. фон Манштейна в Крыму.   На него возлагалась координация работ верховного командования Вермахта, МИД и репрессивных структур по вовлечению крымских татар в антисоветскую борьбу. Хентиг непосредственно участвовал в формировании Симферопольского мусульманского комитета 23 ноября 1941 года. В октябре 1941 года посол Германии в Турции Ф. фон Папен организовал приезд в Крым начальника академии Генерального штаба Турции генерала Фуад Али Эрдена и генерала в отставке Хосню Эмира  Эркилета. Генералов сопровождал представитель МИДа Рейха при командовании 11-й армии Вернер Отто фон Хентиг. 
В 1952—1953 годах посол Германии в Индонезии, затем был советником правящей династии Саудовской Аравии. Занимался общественной деятельностью.

## Сочинения
- Meine Diplomatenfahrt ins verschlossene Land, Ullstein-Kriegsbücher 1918
- Mein Leben eine Dienstreise, Vandenhoeck & Ruprecht, Göttingen 1962
- Von Kabul nach Shanghai, Libelle, Konstanz 2003